# کاردماهی شیشه‌ای
کاردماهی شیشه‌ای (نام علمی: Sternopygidae) نام یک تیره از راسته کاردماهی‌سانان است.